# Sida parvifolia
Sida parvifolia là một loài thực vật có hoa trong họ Cẩm quỳ. Loài này được DC. miêu tả khoa học đầu tiên năm 1824.